# Bilwisheim
Bilwisheim település Franciaországban, Bas-Rhin megyében. Lakosainak száma 537 fő (2022. január 1.). Bilwisheim Brumath, Donnenheim, Mittelschaeffolsheim, Olwisheim és Wingersheim-les-Quatre-Bans községekkel határos.

## Népesség
A település népességének változása:
| Lakosok száma | 408  | 444  | 465  | 467  | 491  | 515  | 539  | 539  | 537  |
|               | 2013 | 2015 | 2016 | 2017 | 2018 | 2019 | 2020 | 2021 | 2022 |